# ぱりぴTV
『ぱりぴTV』は、2017年1月6日から2018年9月27日までテレビ朝日で放送されていたミニ番組。

## 放送リスト
| 1月6日 - 13日      | メイプル超合金                                        |
| 1月16日 - 20日     | 大谷亮平                                              |
| 1月23日 - 27日     | 田中圭                                                |
| 1月30日 - 2月3日   | 三四郎                                                |
| 2月6日 - 10日      | 山西惇                                                |
| 2月13日 - 17日     | SUPER☆GiRLS（阿部夢梨、内村莉彩、渡邉幸愛、浅川梨奈） |
| 2月20日 - 24日     | ライス                                                |
| 2月27日 - 3月3日   | 大原櫻子、家入レオ                                    |
| 3月6日 - 3月10日   | バイきんぐ                                            |
| 3月13日 - 3月17日  | 藤田ニコル                                            |
| 3月20日 - 3月24日  | 銀シャリ                                              |
| 3月27日 - 3月31日  | チームしゃちほこ（伊藤千由李、秋本帆華、大黒柚姫）    |
| 4月3日 - 7日       | 高橋優                                                |
| 4月10日 - 14日     | 速水もこみち                                          |
| 4月17日 - 21日     | 橋本マナミ                                            |
| 4月24日 - 28日     | MIYAVI                                                |
| 5月1日 - 5日       | BLUE ENCOUNT                                          |
| 5月8日 - 12日      | 平成ノブシコブシ                                      |
| 5月15日 - 19日     | ANZEN漫才                                             |
| 5月22日 - 26日     | コブクロ                                              |
| 5月29日 - 6月2日   | 酒井健太、永島聖羅                                    |
| 6月5日 - 9日       | KEYTALK                                               |
| 6月12日 - 16日     | DJ KOO                                                |
| 6月19日 - 23日     | 泉里香                                                |
| 6月26日 - 30日     | 瀬戸利樹、飯島寛騎                                    |
| 7月3日 - 7日       | 上川隆也                                              |
| 7月10日 - 14日     | never young beach                                     |
| 7月31日 - 8月11日  | 超特急（ユーキ、ユースケ、カイ、リョウガ）            |
| 8月14日 - 18日     | DISH//                                                |
| 8月21日 - 25日     | 中尾暢樹                                              |
| 8月28日 - 9月1日   | 横澤夏子                                              |
| 9月4日 - 8日       | 稲村亜美                                              |
| 9月11日 - 15日     | 山崎大輝、岐洲匠                                      |
| 9月18日 - 22日     | 武井壮                                                |
| 9月25日 - 29日     | 川栄李奈                                              |
| 10月2日 - 6日      | 是永瞳、久住小春                                      |
| 10月9日 - 13日     | 松井愛莉                                              |
| 10月16日 - 20日    | 新木優子                                              |
| 10月23日 - 27日    | 藤森慎吾                                              |
| 10月30日 - 11月3日 | ORANGE RANGE（YAMATO、RYO、HIROKI）                   |
| 11月6日 - 10日     | ミキ                                                  |
| 11月13日 - 17日    | ガンバレルーヤ                                        |
| 11月20日 - 24日    | DOBERMAN INFINITY                                     |
| 11月27日 - 12月1日 | 三浦春馬                                              |
| 12月4日 - 8日      | 犬飼貴丈                                              |
| 12月11日 - 15日    | 城田優                                                |
| 12月18日 - 21日    | 鈴木伸之                                              |

| 1月5日 - 12日     | 乃木坂46（渡辺みり愛、寺田蘭世、樋口日奈）           |
| 1月15日 - 19日    | 間宮祥太朗                                           |
| 1月22日 - 26日    | 仲里依紗                                             |
| 1月29日 - 2月2日  | 白洲迅                                               |
| 2月5日 - 9日      | カミナリ                                             |
| 2月12日 - 16日    | 小宮有紗                                             |
| 2月19日 - 23日    | 岩永徹也、小野塚勇人                                 |
| 2月26日 - 3月2日  | ラストアイドル（安田愛里、阿部菜々実）               |
| 3月5日 - 3月9日   | totto（黒柳徹子のアンドロイド）                      |
| 3月12日 - 16日    | ゲーム実況者わくわくバンド（フジ、せらみかる、湯毛） |
| 3月19日 - 23日    | 沢村一樹                                             |
| 3月26日 - 30日    | 平野紫耀                                             |
| 4月2日 - 6日      | 潘めぐみ                                             |
| 4月9日 - 13日     | 山田裕貴                                             |
| 4月16日 - 20日    | 西銘駿                                               |
| 4月23日 - 27日    | 乃木坂46（新内眞衣、鈴木絢音、若月佑美）             |
| 4月30日 - 5月4日  | 本仮屋ユイカ                                         |
| 5月7日 - 11日     | 田中圭                                               |
| 5月14日 - 18日    | 武田航平、赤楚衛二                                   |
| 5月21日 - 25日    | 加藤ナナ                                             |
| 5月28日 - 6月1日  | 劇団4ドル50セント（安倍乙、福島雪菜、糸原美波）      |
| 6月4日 - 8日      | 霜降り明星                                           |
| 6月11日 - 15日    | 和牛                                                 |
| 6月18日 - 22日    | けやき坂46（井口眞緒、佐々木美玲、佐々木久美）       |
| 6月25日 - 29日    | 大原櫻子                                             |
| 7月2日 - 5日      | オースティン・マホーン                               |
| 7月9日 - 12日     | 上川隆也                                             |
| 7月16日 - 7月18日 | 木南晴夏                                             |
| 7月23日 - 26日    | ペンギンズ                                           |
| 7月30日 - 8月1日  | 浜辺美波                                             |
| 8月6日 - 9日      | 結木滉星、伊藤あさひ                                 |
| 8月13日 - 16日    | 浜辺美波                                             |
| 8月20日 - 23日    | Da-iCE                                               |
| 8月27日 - 30日    | 22/7（白沢かなえ、帆風千春、花川芽衣、宮瀬玲奈）     |
| 9月3日 - 6日      | ヤバイTシャツ屋さん                                  |
| 9月10日 - 13日    | 棚橋弘至                                             |
| 9月17日 - 20日    | 北川景子                                             |
| 9月24日 - 27日    | あっくん                                             |